# 砂漠と海の博物館
砂漠と海の博物館（スペイン語：El museo del desierto y el mar /Museo de ITE）はペルーのタクナ県、ホルヘ・バサドレ郡のイテにある博物館である。
博物館の敷地内に展望スペースがあり、イテ湿地帯を眼下に一望できる。

## 歴史
2012年9月29日　開館 

## 展示
- 動植物学　イテ周辺の動植物に関する写真パネル。動物の剥製。
- 考古学　　ペルー各地の各時代の土器。120年前の女性のミイラ（スペイン語：Dama de Ite）。

## 周辺観光地
- イテ湿地帯